# Asabuki Eiji

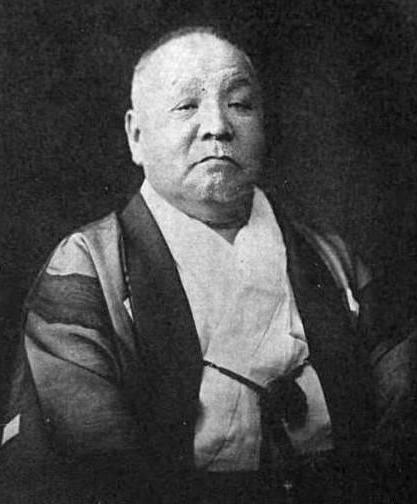
Asabuki Eiji

Asabuki Eiji (japanisch 朝吹 英二; geboren 12. März 1849 in Miyazono (Provinz Buzen); gestorben 31. Januar 1918) war ein japanischer Unternehmer. Er organisierte das Mitsui-Firmenkonglomerat, war mit Fukuzawa Yukichi befreundet, wirkte auch für Mitsubishi. 

## Leben und Wirken
Asabuki Eiji war der zweite Sohn des Dorfvorstehers von Miyazono in der Provinz Buzen, Asabuki Taizō (朝吹 泰造). Nach dem Besuch von Privatschulen in Hita, Nakatsu und Osaka ging er nach Tokio und trat er 1870 in die Keiō-Universität ein. Es heißt, dass er geplant hatte, Fukuzawa als Anhänger der „Vertreibt die Barbaren“-Richtung (攘夷派, Jōi-ha) in Osaka zu ermorden. Aber ein Gespräch mit ihm überzeugte ihn, dass Fukusawa ein Anhänger der Landesöffnung (開国派, Kaikoku-ha) war, also fortschrittlich gesinnt war.
1875 heiratete Asabuki Fukuzawas Nichte, die jüngeren Schwester von Nakamigawa Hikojirō. 1878 trat er in das Unternehmen Mitsubishi ein und arbeitete in der Zentrale in Tokio. 1881 wurde er in dem von Fukuzawa mit Unterstützung von Iwasaki Yatarō gegründeten Direkthandelsunternehmen unter dem Direktor Hayashi Yūteki zum Manager ernannt. Das Unternehmen entwickelte sich schlecht und stellte 1886 seine Geschäftstätigkeit ein. Während er mit der Abwickelung beschäftigt war, engagierte er sich mit Fukuzawas Studenten in geschäftlichen und politischen Aktivitäten.
1892 Auf Einladung von Nakagamigawa, der im Vorjahr Chef der Mitsui-Bank wurde und die Reform des Mitsui-Firmenkonglomerats förderte, wurde er unter dem Dach von Mitsui zum Geschäftsführer von Kanebō, damals noch in Kanji „鐘淵紡績“ geschrieben, ernannt. Seitdem hat er mit Nakagamigawa zusammengearbeitet, als leitender Angestellter des zur Mitsui-Gruppe gehörenden-Kaufhauses Mitsukoshi, des Papierherstellers Ōji Seishi und in anderen mit Mitsui verbundenen Unternehmen. So hat er eine Rolle im Managementteam der Zentrale der Mitsui-Unternehmensgruppe gespielt.
1911zog sich Asabuki von allen Mitsui-bezogenen Positionen zurück. Sein ältester Sohn, Tsunekichi (朝吹 常吉; 1877–1955), war ebenfalls Geschäftsmann, der als Präsident von „Teikoku Seimei“ (heute „Asahi Mutual Life Insurance Company“) und von Mitsukoshi gewirkt hat. Dessen Kinder waren auf verschiedenen Gebieten erfolgreich: Asabuki Eiichi (朝吹 英一; 1909–1993) war Xylophonist, Asabuki Sankichi (朝吹 三吉; 1914–2001) war Komponist und Unternehmer, Asabuki Shirō (朝吹 四郎; 1915–1988) war Architekt und die Tochter Asakura Tomiko (朝吹 登水子; 1917–2005) war eine Kennerin der französischen Literatur und Essayistin.